# Frances Benjamin Johnston

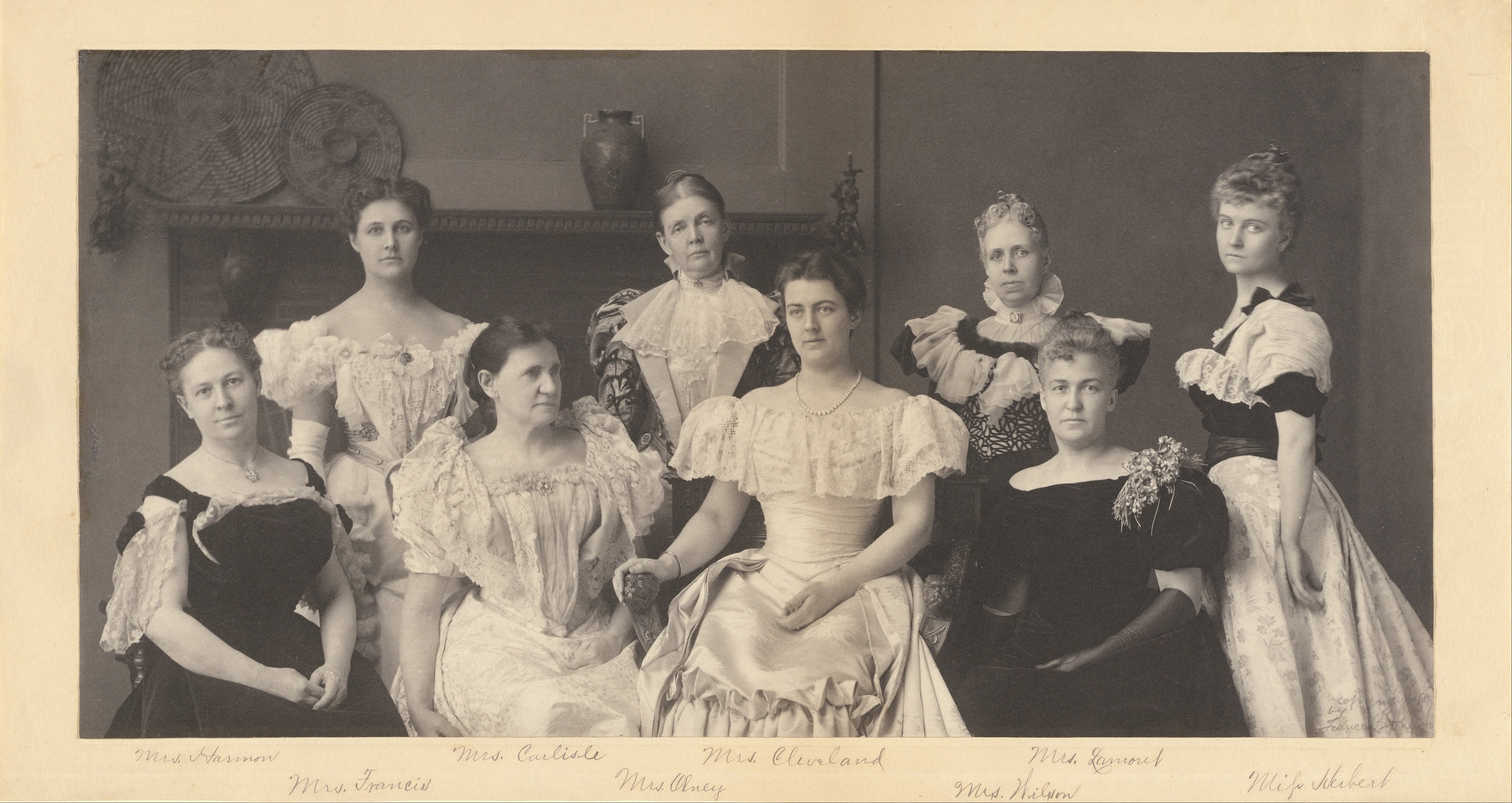
Esposes dels membres del govern de Grover Cleveland, 1897.

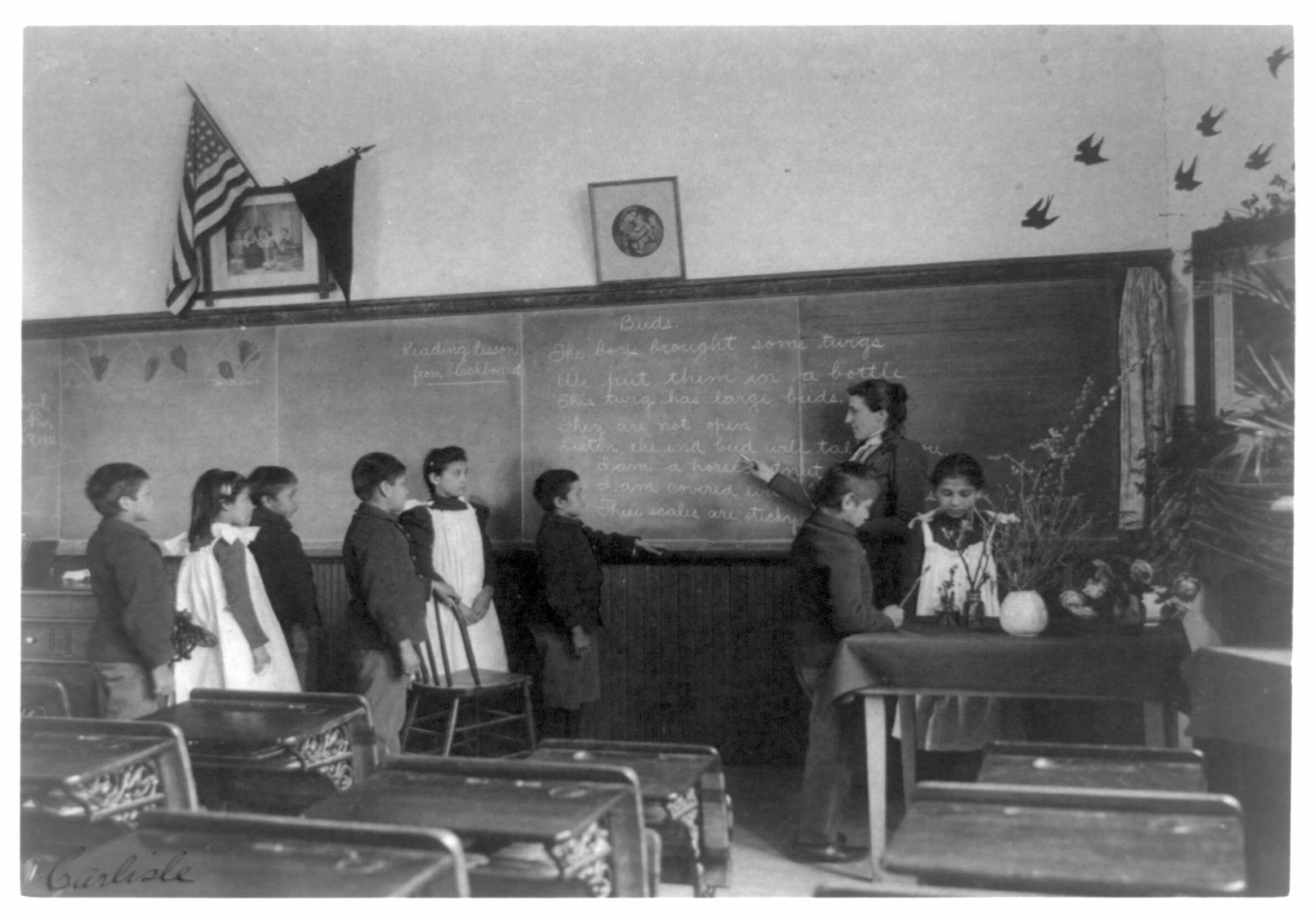
Classe de primària a estudiants indis, 1901.

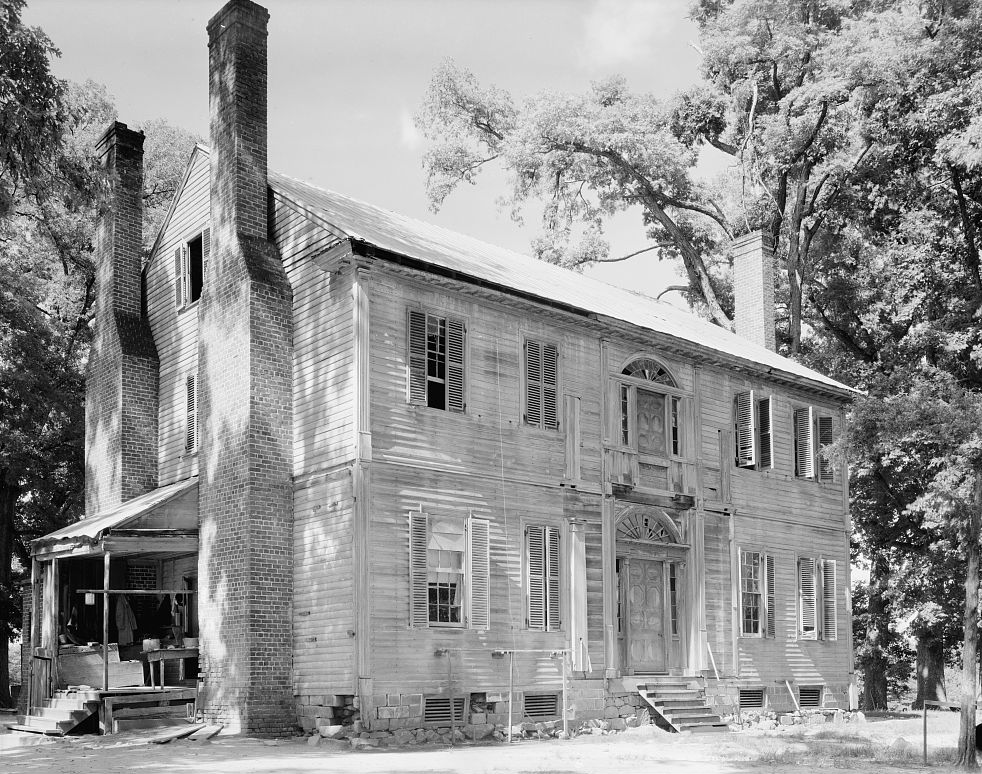
Edifici en Carolina del Nord, 1938.

Frances Fannie Benjamin Johnston (Grafton, EUA, 15 de gener de 1864 - Nova Orleans, EUA, 16 de maig de 1952) va ser una fotògrafa pionera als Estats Units. Se la considera la primera dona fotoperiodista.

## Biografia
Única filla supervivent d'un acabalat i ben relacionat matrimoni, va néixer a Grafton i va créixer a Washington D. de C. Va estudiar dibuix i pintura a l'Acadèmia Julian de París i a la Lliga d'Estudiants de Washington. De jove, amb un caràcter independent i obstinat, escrivia articles per a publicacions periòdiques. Quan George Eastman, que era amic de la família, li va regalar la primera càmera Kodak, va poder trobar sortida a la seva creativitat per mitjà de la fotografia. Va rebre formació en fotografia i en tècniques de laboratori de Thomas Smillie, que era director de fotografia del Smithsonian.
Es va dedicar a fer retrats d'amics, familiars i celebritats locals, abans de treballar per compte propi com a fotògrafa. Va recórrer Europa a la dècada de 1890 i, gràcies a la recomanació de Smillie, va visitar coneguts fotògrafs europeus i va reunir objectes per a les col·leccions del Smithsonian. Va augmentar la seva experiència professional treballant en l'acabada de crear Companyia Kodak a Washington D. de C. en el desenvolupament i millora de nou material fotosensible i assessorant als clients les càmeres dels quals necessitaven reparacions.
El 1895, va obrir el seu propi estudi fotogràfic a Washington D. de C. des del qual va retratar personalitats contemporànies, entre les quals Susan B. Anthony, Mark Twain i Booker T. Washington. Ben relacionada entre l'elit de la societat, es va posar al servei de les revistes per fer retrats a les celebritats i va rebre el malnom de "fotògrafa de la cort americana". Va fotografiar George Dewey en la coberta de l'USS Olympia, els fills de Roosevelt jugant amb un poni a la Casa Blanca i els jardins de la vila parisenca d'Edith Wharton.

## Trajectòria professional
La seva mare, Frances Antoinette Johnston, havia estat periodista del congrés per al periòdic Baltimore Sun. La filla va continuar la tradició familiar en l'escena política de Washington i va arribar a ser la fotògrafa no oficial de la Casa Blanca durant les administracions de Benjamin Harrison, Grover Cleveland, William McKinley, Teodoro Roosevelt i William Howard Taft.
També va fotografiar la famosa literata d'origen nord-americà Natalie Barney a París. Però la seva obra més famosa és potser l'autoretrat satíric de la "nova dona alliberada" (model al qual s'oposava), ensenyant els enagos i amb una gerra de cervesa en mà. Johnston va ser una constant defensora del paper de la dona en l'emergent art de la fotografia. El Ladies Home Journal va publicar el seu article "Què pot fer una dona amb una càmera" el 1897 i al costat de Zaida Ben-Yusuf va comissionar una exposició de fotografia en la qual van participar vint dones a l'exposició universal de 1900 que posteriorment es va exposar a Sant Petersburg, Moscou i Washington D. de C.
El seu treball de reportatge social va ser molt rellevant. El 1899 va rebre l'encàrrec de Hollis Burke Frissell per fotografiar l'Institut Normal i d'Agricultura de Hampton a Virgínia, amb la finalitat de mostrar l'èxit d'aquesta institució que abans es dedicava a l'educació d'antics esclaus. Aquesta sèrie, documentant la vida quotidiana de l'escola, es considera part de la seva obra més eloqüent. Va participar en l'exposició "Negres americans" a l'Exposició Universal de París de 1900.
Va fotografiar esdeveniments com les exposicions universals i signatures de tractats de pau, així com l'últim retrat del president William McKinley, a l'Exposició Panamericana de 1901, just abans que l'assassinessin. Amb la seva parella, Mattie Edwards Hewitt, una important fotògrafa d'interiors i exteriors amb un mèrit ben merescut, va obrir el 1913 un estudi a Nova York. Van produir diverses sèries fotogràfiques de l'arquitectura novaiorquesa durant els anys 1920. En aquesta dècada va ser quan va augmentar el seu interès per la fotografia arquitectònica, motivada pel desig de documentar edificis i jardins que estaven abandonats o que a punt de ser remodelats i perduts. Les seves fotografies resulten una important font per als arquitectes moderns, historiadors i conservadors. Va exhibir el 1928 una sèrie de 247 fotografies de Fredericksburg, sobre la conversió de les mansions dels rics en barraques per a pobres. L'exposició es va titular "Estudi de làmines sobre l'antic Falmouth (Fredericksburg) i llocs propers" i va ser descrita com " una sèrie d'estudis fotogràfics de l'arquitectura de la regió datada entre el període colonial i 1830", així com "un registre històric i per preservar una mica de l'atmosfera d'un poble de Virgínia."
La popularitat de la mostra va promoure que la contractés la Universitat de Virgínia per tal de documentar els seus edificis, com també l'Estat de Carolina del Nord per registrar la seva història arquitectònica. Louisiana la va contractar per documentar el seu gran inventari de plantacions en deterioració i la Carnagie Corporation li va concedir una subvenció per documentar les primeres mostres d'arquitectura de Virgínia. Això va conduir a una sèrie de subvencions per fotografiar altres vuit estats del sud, el resultat de les quals va donar a la biblioteca del congrés perquè en fes un ús públic. Johnston va ser nomenada membre honorària de l'Institut Americà d'arquitectes pel seu esforç a preservar edificis antics i en perill i les seves col·leccions han estat adquirits per institucions com el Museu Metropolità d'Art, el Museu de Belles Arts de Virgínia i el Museu d'Art de Baltimore. Malgrat que va ser una implacable viatgera, els seus viatges van disminuir durant la Segona Guerra Mundial com a causa del racionament de la gasolina. Incansable, va continuar fotografiant fins que es va morir, als vuitanta-vuit anys, a Nova Orleans.